# Júcar
Júcar (katalánsky Riu Xúquer) je řeka ve Španělsku (Kastilie-La Mancha, Valencie). Je 498 km dlouhá. Povodí má rozlohu 22 400 km².

## Průběh toku
Pramení v jihozápadních výběžcích Iberského pohoří a protéká planinou La-Mancha a Valencijskou nížinou. Ústí do Valencijského zálivu Středozemního moře.

## Vodní stav
Nejvyšší vodnosti dosahuje v zimě a na jaře a nejnižší v létě. Průměrný průtok vody činí přibližně 40 m³/s.

## Využití
Využívá se na zavlažování především citrusových plantáží. Na dolním toku byly postaveny vodní elektrárny (Millares, Cortes II, Cofrentes) a na přítoku Cabriel byla vybudována přehrada Alarcón s objemem vody 10 mil. m³. Na řece leží města Cuenca, Alcira.

## Zajímavosti
Na soutuku s řekou Cabriel ve měste Cofrentes probíhá každý poslední dubnový víkend La Maderada (slavnost vorařů).